# Потурнак, Андрей Тихонович
Андрей Тихонович Потурнак — советский хозяйственный, государственный и политический деятель, Герой Социалистического Труда.

## Биография
Родился в 1932 году в селе Семиполки. Член КПСС.
С 1947 года — на хозяйственной, общественной и политической работе. В 1947—1992 гг. — пастух, слесарь-монтажник на строительстве одного из первых в стране магистральных газопроводов Дашава — Киев — Брянск — Москва, бригадир трубоукладчиков строительно-монтажного управления № 6 треста «Нефтепровсодмонтаж», бригадир в тресте «Уралнефтегазстрой», консультант в загранкомандировке в Социалистической Республике Вьетнам, бригадир комплексной сварочно-монтажной бригады специализированного управления монтажных работ № 8 треста «Уралнефтегазстрой» Министерства строительства предприятий нефтяной и газовой промышленности СССР.
Указом Президиума Верховного Совета СССР от 20 августа 1981 года присвоено звание Героя Социалистического Труда с вручением ордена Ленина и золотой медали «Серп и Молот».
Умер в Челябинске 6 сентября 2019 года. Похоронен на Митрофановском кладбище Челябинска.